# Бой при Нуре
Бой при Нуре (пол. Bitwa pod Nurem) — один из эпизодов Польского восстания 1830—1831 годов, который произошёл 10 (22) мая 1831 на территории сельской волости Нур в Польше.
Получив известие о наступлении польских повстанцев под началом Яна Скржинецкого с фронта и о перерыве у Нура, занятого польским отрядом генерала Томаша Лубенского (12 000 человек и 20 артиллерийских орудий), который хотел связаться с главными силами польской армии, русский Гвардейский корпус под командованием Карла Фёдоровича Толя отошёл за реку Нарев, к Тыкоцину и Жёлткам.

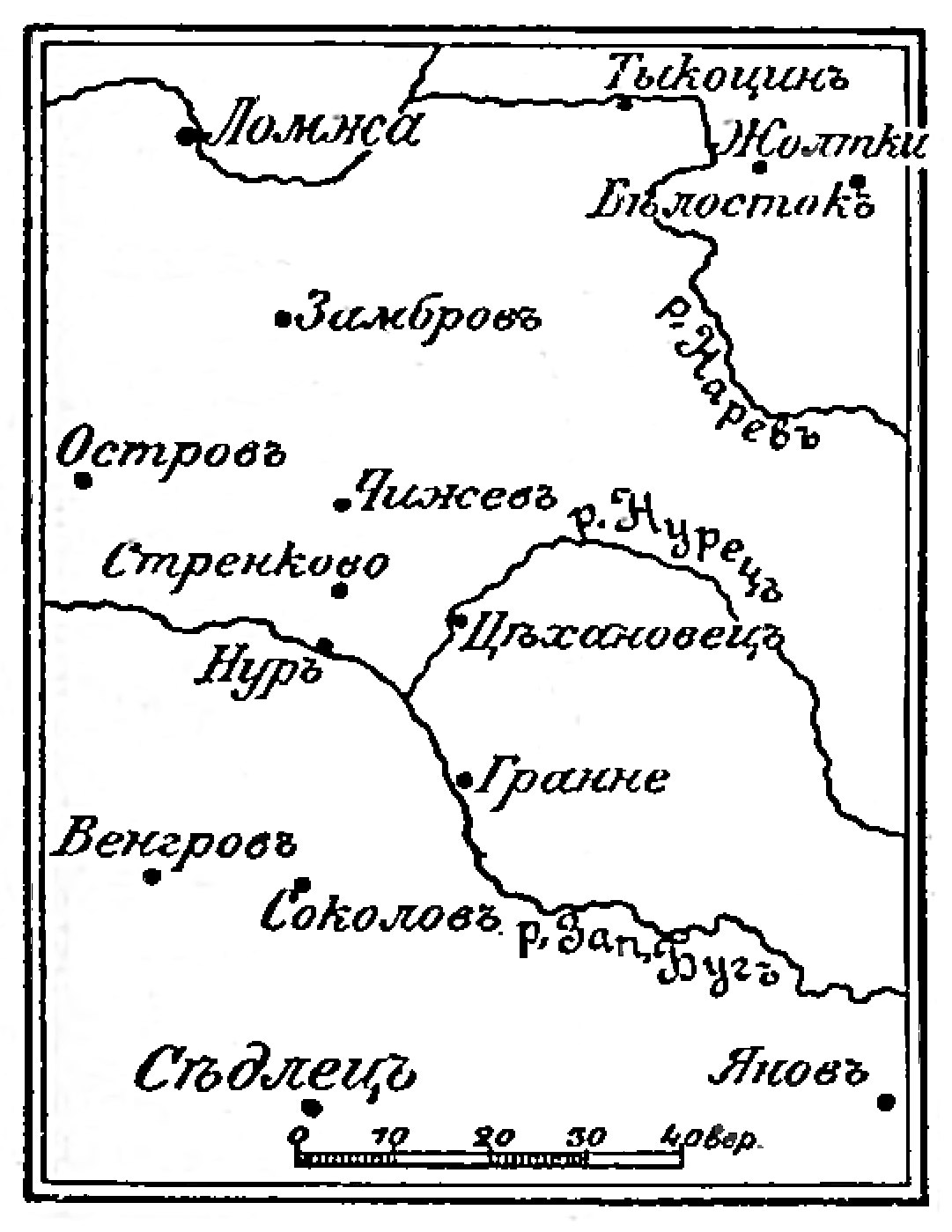
Театр военных действий
(рисунок из статьи «Нур»,
«Военная энциклопедия Сытина»)

Генерал фельдмаршал Иван Иванович Дибич-Забалканский, находившийся с главными русскими силами в Седлеце (ныне Седльце), узнав о наступлении польской армии против Гвардейского корпуса, решил перейти реку Буг и таким образом выйти во фланг Скржинецкому.
9 мая авангард графа Ивана Осиповича Витта (9 тысяч человек и 32 орудия), перейдя у местечка Гранне на правый берег реки, двинулся через Цехановец к Нуру. Нур был окружён редким лесом, который пересекали три дороги: в Цехановец, в Остров и в Чижево.
Опушка леса к стороне Цехановца была занята двумя польскими батальонами, главные же силы восставших стояли впереди Нура. Четыре батальона Русской Императорской армии, приблизившись к лесу, проникли в него и быстро вытеснили оттуда поляков, продвинувшись до находившейся за лесом поляны, где попали под сильный картечный огонь восьми вражеских пушек. Но русская артиллерия ответным огнём заставила их замолчать.
Тем временем генерал Витт направил 24 эскадрона и 6 орудий в обход левого фланга противника к Стренкову, чтобы занять большую дорогу в Чижев и таким образом отрезать Лубенского от основных сил польской армии. В то же время остальные русские части продолжали наступление к Нуру, только что очищенному неприятелем. Между тем, достигнув Стренкова, конница увидела отступающих поляков; эскадроны были развёрнуты по обеим сторонам дороги, и Лубенскому было предложено положить оружие, но он отверг это требование и решился пробиться силой. Двукратные атаки не имели успеха, и только благодаря наступившей темноте, через болота и чащу поляки сумели отойти по боковым путям — в Чижево.
Потери поляков, согласно «Военной энциклопедии Сытина», составили: 10 раненых, 90 убитых, 159 пленных; потери РИА: 16 убитых и 74 раненных.
11 мая, собрав в Чижеве свой отряд, генерал Лубенский двинулся к Замброву, где восстановил связь с главными силами польской армии в качестве авангарда последней.